# Parlamentsgebäude (Malta)
Das Parlamentsgebäude (maltesisch Il-Parlament il-Ġdid, „das neue Parlament“) in Valletta, Malta, ist der Sitz des Parlaments der Republik Malta. Das Gebäude wurde zwischen 2011 und 2015 nach Entwürfen des italienischen Architekten Renzo Piano im Rahmen des City Gate-Projekts errichtet, das auch die Errichtung eines neuen Stadttores und die Umwandlung der Ruinen der Königlichen Oper in ein Freilufttheater umfasste. Der Bau des Parlamentshauses führte zu erheblichen Kontroversen, vor allem wegen des monumentalen Baustils sowie der Baukosten, die insgesamt rund 90 Millionen Euro betrugen.

## Geschichte
Vor der Errichtung des Neubaus des Parlamentsgebäudes trat das maltesische Parlament im Großmeisterpalast in Valletta zusammen. Im Jahr 2010 begannen die Bauarbeiten für das neue Parlamentsgebäude. Ursprünglich war vorgesehen, das Gebäude auf dem Grundstück des im Zweiten Weltkrieg zerstörten Opernhauses von Valletta zu errichten. Nachdem sich das Grundstück als zu klein erwies, erfolgte die Errichtung des Neubaus auf dem benachbarten Freedom Square, in der Nähe des südlichen Stadttors. 

## Planungen
Der Neubau des Parlamentsgebäudes war Teil des City Gate-Projekts, das die Neugestaltung der Stadtportale von Valletta zum Ziel hatte. Das Projekt beinhaltete den Abriss des vierten Stadttors, die Neugestaltung des Freedom Square, der Errichtung eines fünften Stadttores sowie den Neubau des Parlamentsgebäudes. Außerdem wurde das bereits teilweise abgerissene Königliche Opernhaus in ein Freilufttheater umgewandelt, das als Pjazza Teatru Rjal bekannt ist. Federführend im City Gate-Projekt war der italienische Architekt Renzo Piano, dessen Pläne am 27. Juni 2009 veröffentlicht wurden. Der Bauherr Grand Harbour Regeneration Corporation zahlte insgesamt 6,6 Millionen Euro Architektenhonorar.

## Bauausführung

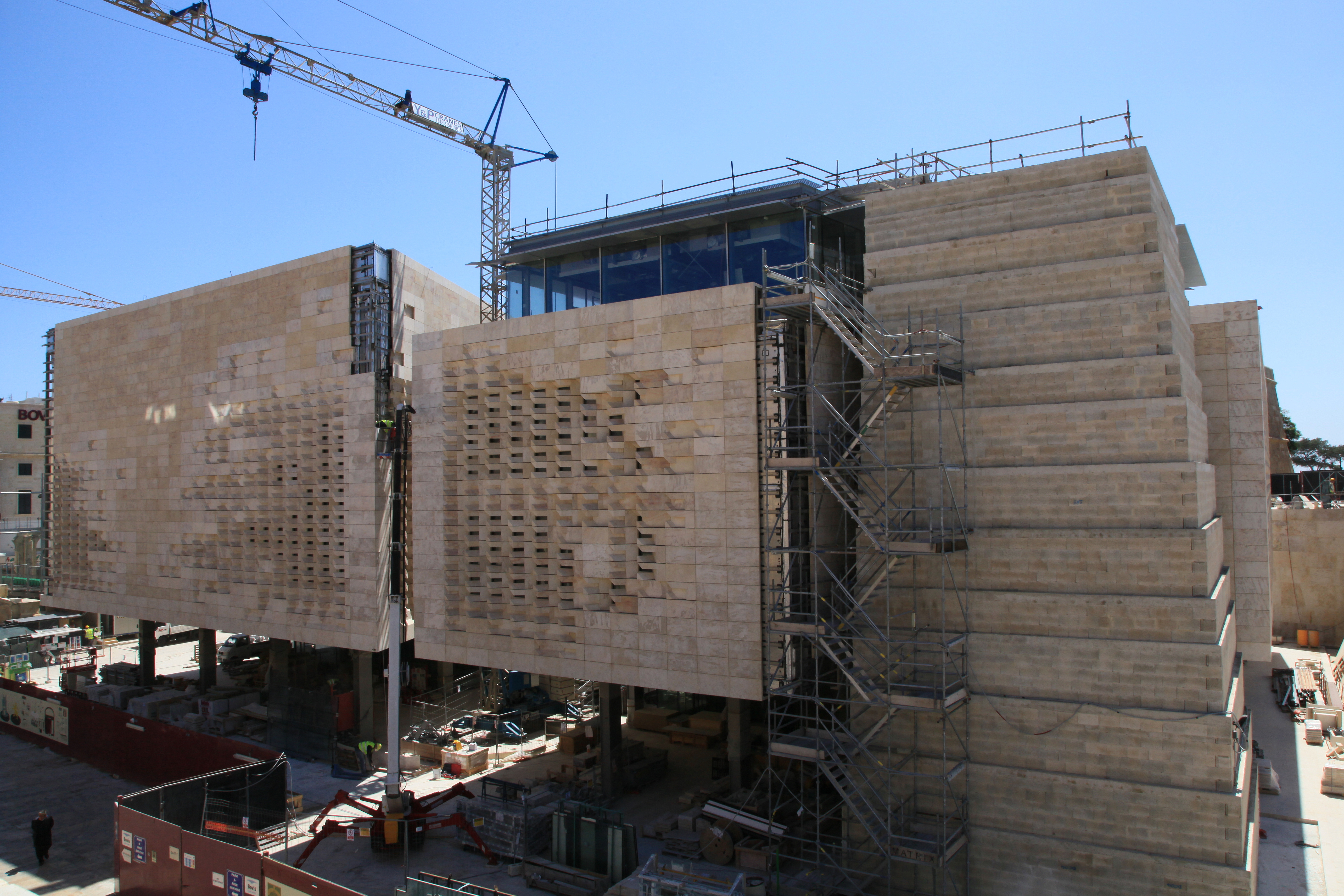
Ansicht des Gebäudes im Bau (2014)

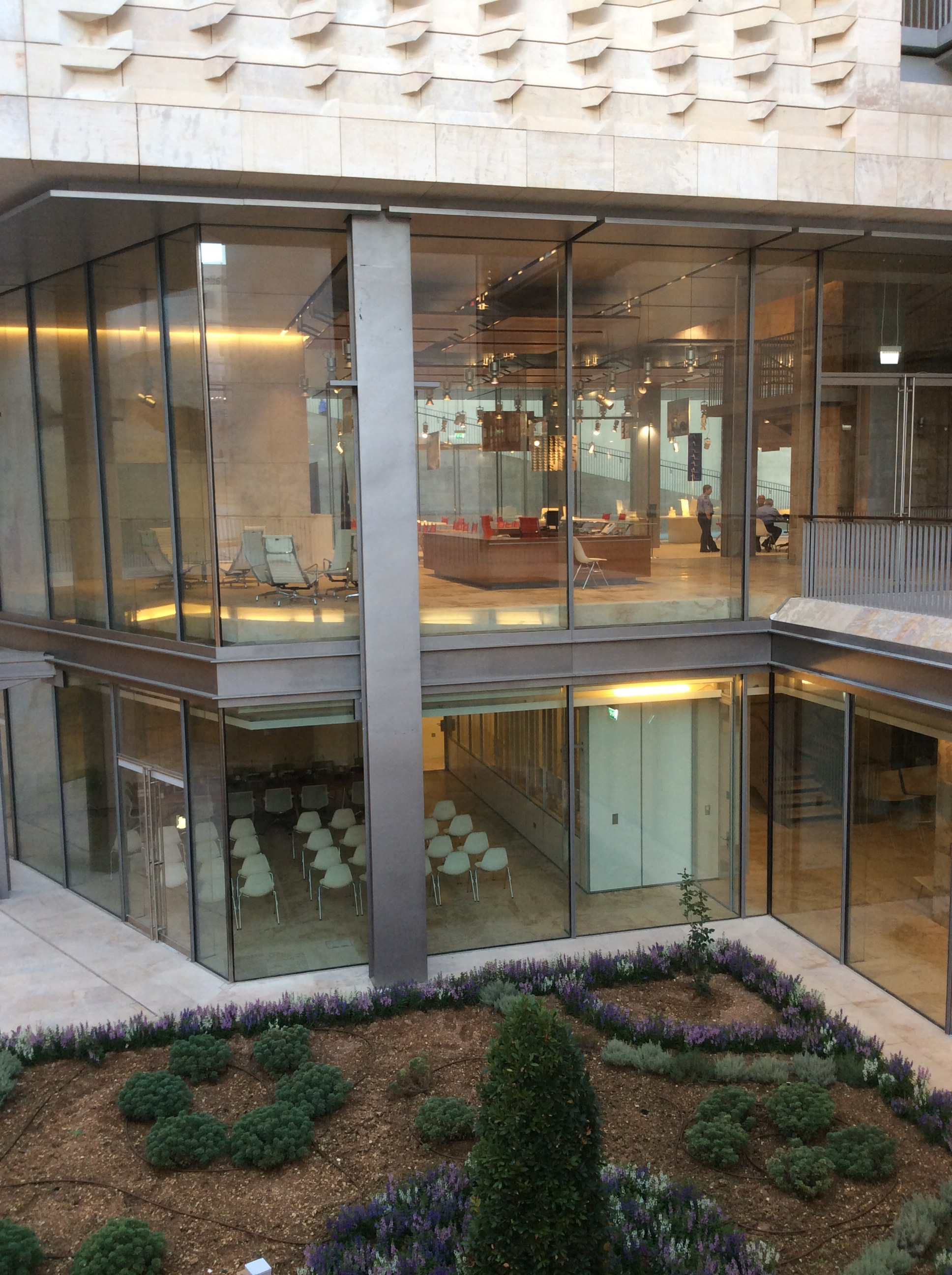
Innenhof und Blick ins Gebäude (2015)

Der Abriss der Arkaden des Freedom Square begann im Oktober 2010. Nach dem Abriss folgten Ausgrabungsarbeiten für die Fundamente des Gebäudes. Anfang 2011 wurde der ursprüngliche Plan wegen der Verlagerung einer Treppe, die Erweiterung eines der Blöcke sowie aufgrund von Änderungen in der Fassadengestaltung modifiziert. Die Bauarbeiten begannen im Laufe des Jahres 2011 und die stählerne Rahmenstruktur des Gebäudes wurde bis Anfang 2012 fertiggestellt. Die Abdeckung der Oberflächen des Gebäudes erfolgte sodann mit Kalkstein, der auf Malta in Gozo abgebaut wurde. Das Bauprojekt kostete insgesamt mehr als 90 Millionen Euro.
Das Parlamentsgebäude wurde von der maltesischen Präsidentin Marie Louise Coleiro Preca am 4. Mai 2015 offiziell eingeweiht.